# Uromastyx princeps
Uromastyx princeps  (лат.) — вид шипохвостов из семейства агамовых.

## Описание
Общая длина достигает 27 см. Хвост не только намного короче (35-53% длины тела), чем у других представителей рода (за исключением оманского шипохвоста), но больше других «вооружен» длинными и острыми шипами. Вся чешуя верхней стороны хвоста имеет шипы.
Окраска оливково-серого или зелёного цвета с небольшими коричневыми пятнами. У самцов спина коричнево-красная или зелёная с небольшими пятнами, брюхо желтоватое с голубовато-серым мраморным рисунком в области груди и горла, хвост серо-зелёный или кирпично-красный. Самки же сверху серо-коричневые с красноватым оттенком и маленькими пятнами, брюхо у них белого окраса.

## Образ жизни
Любит скалистые и каменистые места, плато вулканического происхождения. Прячется в трещинах скал и щелях между камнями, блокируя хвостом вход. Питается растительной пищей, насекомыми.

## Размножение
Яйцекладущая ящерица. Спаривание начинается в мае-июне. Беременность длится 1 месяц. Самка в июле откладывает до 14 яиц.

## Распространение
Вид распространён в северо-восточной части Сомали, иногда встречается в восточной Эфиопии.